# Wajak Lor
Wajak Lor is een bestuurslaag in het regentschap Tulungagung van de provincie Oost-Java, Indonesië. Wajak Lor telt 3963 inwoners (volkstelling 2010).